# Bibliographie sur les Anglo-Saxons
 (juillet 2023).
Cette bibliographie sur les Anglo-Saxons, non exhaustive, propose une liste d'ouvrages et d'articles classés par thème et, à l'intérieur de chaque thème, du plus ancien au plus récent.

## Sources primaires
- Bède le Vénérable (trad. Philippe Delaveau), Histoire ecclésiastique du peuple anglais, Gallimard, coll. « L'Aube des peuples », 1995, 399 p. (ISBN 2-07-073015-8).
- (en) Michael Swanton (trad.), The Anglo-Saxon Chronicle, Routledge, 1996 (ISBN 0-415-92129-5).
- (en) Simon Keynes et Michael Lapidge, Alfred the Great : Asser's Life of King Alfred and other contemporary sources, Penguin Classics, 2004 (ISBN 0-140-44409-2).
- Asser (trad. Alban Gautier), Histoire du roi Alfred, Paris, Les Belles Lettres, 2013 (ISBN 978-2-25134063-0).

## Sources secondaires
- (en) Peter Hunter Blair, Roman Britain and Early England : 55 B.C. – A.D. 871, W.W. Norton & Company, 1966 (ISBN 978-0-393-00361-1).
- (en) Frank M. Stenton, Anglo-Saxon England, Oxford University Press, 1971, 3e éd. (ISBN 978-0-19-280139-5).
- (en) Nicholas Brooks, The Early History of the Church of Canterbury : Christ Church from 597 to 1066, Londres, Leicester University Press, 1984 (ISBN 978-0-7185-0041-2).
- (en) Steven Bassett (dir.), The Origins of Anglo-Saxon Kingdoms, Leicester University Press, 1989 (ISBN 0-7185-1317-7).
- (en) Richard Fletcher, Who's Who in Roman Britain and Anglo-Saxon England, Shepheard-Walwyn, 1989 (ISBN 0-85683-089-5).
- (en) Pauline Stafford, Unification and Conquest : A Political and Social History of England in the Tenth and Eleventh Centuries, Londres, Edward Arnold, 1989 (ISBN 978-0-7131-6532-6).
- (en) Barbara Yorke, Kings and Kingdoms of Early Anglo-Saxon England, Seaby, 1990 (ISBN 1-85264-027-8).
- (en) John Campbell, Eric John et Patrick Wormald, The Anglo-Saxons, Penguin Books, 1991 (ISBN 0-14-014395-5).
- (en) Henry Mayr-Harting, The Coming of Christianity to Anglo-Saxon England, Pennsylvania State University Press, 1991 (ISBN 978-0-271-00769-4).
- (en) Cyril Hart, The Danelaw, Londres, The Hambledon Press, 1992 (ISBN 1-85285-044-2).
- (en) N. J. Higham, The Kingdom of Northumbria AD 350-1100, Tempus, 1993 (ISBN 0-86299-730-5).
- (en) Barbara Yorke, Wessex in the Early Middle Ages, Leicester University Press, 1995 (ISBN 0-7185-1856-X).
- (en) Eric John, Reassessing Anglo-Saxon England, Manchester, Manchester University Press, 1996 (ISBN 0-7190-5053-7).
- (en) N. J. Higham, The Convert Kings : Power and Religious Affiliation in Early Anglo-Saxon England, Manchester, Manchester University Press, 1997 (ISBN 0-7190-4828-1).
- (en) Pauline Stafford, Queen Emma and Queen Edith : Queenship and Women's Power in Eleventh-century England, Blackwell Publishers, 1997 (ISBN 0-631-22738-5).
- (en) Ann Williams, Kingship and Government in Pre-Conquest England c. 500–1066, Londres, MacMillan Press, 1999 (ISBN 0-333-56797-8).
- (en) James Campbell, The Anglo-Saxon State, Hambledon and London, 2000 (ISBN 1-85285-176-7).
- (en) D. P. Kirby, The Earliest English Kings, Routledge, 2000 (ISBN 978-0-415-24211-0).
- (en) Peter Hunter Blair, An Introduction to Anglo-Saxon England, Cambridge, Cambridge University Press, 2003, 3e éd. (ISBN 978-0-521-53777-3).
- (en) Ann Williams, Æthelred the Unready : The Ill-Counselled King, Continuum, 2003 (ISBN 9781852853822).
- (en) Richard Abels, Alfred the Great : War, Kingship and Culture in Anglo-Saxon England, Longman, 2005 (ISBN 0-582-04047-7).
- (en) John P. Blair, The Church in Anglo-Saxon Society, Oxford, Oxford University Press, 2005 (ISBN 0-19-921117-5).
- (en) Geoffrey Hindley, A Brief History of the Anglo-Saxons : The Beginnings of the English Nation, Carroll & Graf, 2006 (ISBN 978-0-7867-1738-5).
- (en) Michael Lapidge, The Anglo-Saxon Library, Oxford, Oxford University Press, 2006 (ISBN 0-19-926722-7).
- (en) Barbara Yorke, The Conversion of Britain : Religion, Politics and Society in Britain c. 600–800, Londres, Pearson/Longman, 2006 (ISBN 0-582-77292-3).
- (en) Sarah Foot, Æthelstan : The First King of England, Yale University Press, 2011 (ISBN 978-0-300-12535-1).
- (en) T. M. Charles-Edwards, Wales and the Britons, 350–1064, Oxford, Oxford University Press, 2013 (ISBN 978-0-19-821731-2).
- (en) John D. Niles, The Idea of Anglo-Saxon England 1066-1901 : Remembering, Forgetting, Deciphering, and Renewing the Past, Wiley-Blackwell, 2015 (ISBN 978-1-118-94332-8).
- (en) Levi Roach, Æthelred the Unready, New Haven, Yale University Press, 2017 (ISBN 978-0-300-22972-1).

## Webographie
- Prosopography of Anglo-Saxon England, un projet de prosopographie
- The Electronic Sawyer, catalogue des chartes anglo-saxonnes
- Digitised Manuscripts sur le site de la British Library
- Anglo-Saxons.net